# Gaussov gravitacijski zakon
Gaussov gravitacíjski zákon [gáusov ~] je v fiziki zakon, ki je v splošnem enakovreden Newtonovemu splošnemu gravitacijskemu zakonu. Matematično je njegova oblika podobna Gaussovemu zakonu o električnem pretoku in porazdelitvi električnega naboja. Gaussov gravitacijski zakon je matematično gledano proti splošnemu gravitacijskemu zakonu enako kot Gaussov zakon o električnem pretoku proti Coulombovem zakonu. Zakon je izražen s pomočjo pojma gravitacijskega polja. Ima dve obliki, diferencialno in integralsko, ki sta zaradi izreka Gaussa in Ostrogradskega (izreka o divergenci) enakovredni.
Čeprav je Gaussov gravitacijski zakon fizikalno enakovreden splošnemu gravitacijskemu zakonu, v mnogih primerih daje prikladnejši in preprostejši način za računanje kot splošni gravitacijski zakon.

## Definicija gravitacijskega polja
Gravitacijsko polje {\displaystyle \mathbf {\vec {g}} \!\,} (ali težni pospešek) je vektorsko polje – vektor v vsaki točki prostora (in časa). Določen je tako, da je gravitacijska sila, ki deluje na točkasto telo, enaka:
{\displaystyle \mathbf {\vec {F}} _{\rm {g}}=m\mathbf {\vec {g}} (\mathbf {\vec {r}} )\!\,,}
kjer sta:
{\displaystyle m\!\,} – masa točkastega telesa,
{\displaystyle \mathbf {\vec {r}} \!\,} – krajevni vektor (lega) točkastega telesa.

## Integralska oblika zakona
Integralska oblika Gaussovega gravitacijskega zakona je:
{\displaystyle \oint _{\partial V}\mathbf {\vec {g}} \cdot \operatorname {d} \!\mathbf {\vec {A}} =-4\pi \kappa m\!\,,}
kjer je:
{\displaystyle \partial V\!\,} – poljubna zaprta ploskev,
{\displaystyle \operatorname {d} \!\mathbf {\vec {A}} \!\,} – vektor, katerega velikost je površina infinitezimalnega dela ploskve {\displaystyle \partial V\!\,}, in njegova smer kaže navzven pravokotno na ploskev (glej ploskovni integral),
{\displaystyle m\!\,} – skupna masa znotraj ploskve {\displaystyle \partial V\!\,},
{\displaystyle \kappa \!\,} – gravitacijska konstanta.
Leva stran enačbe se imenuje pretok gravitacijskega polja. Je vedno negativen (ali enak 0), nikoli pa pozitiven. V Gaussovem zakonu o električnem pretoku je pretok lahko pozitiven ali negativen. Razlika je v tem, ker je lahko električni naboj pozitiven ali negativen, masa pa je lahko le pozitivna.

## Diferencialna oblika zakona
Diferencialna oblika Gaussovega gravitacijskega zakona je:
{\displaystyle \nabla \cdot \mathbf {\vec {g}} =-4\pi \kappa \rho \!\,,}
kjer je:
{\displaystyle \nabla \cdot \!\,} – divergenca vektorskega polja,
{\displaystyle \rho \!\,} – masna gostota v vsaki točki.

### Povezava z integralsko obliko
Obe obliki Gaussovega gravitacijskega zakona sta matematično enakovredni. Po izreku Gaussa in Ostrogradskega je:
{\displaystyle \oint _{\partial V}\mathbf {\vec {g}} \cdot \operatorname {d} \!\mathbf {\vec {A}} =\int _{V}\nabla \cdot {\vec {\mathbf {g} }}\operatorname {d} \!V\!\,,}
kjer je:
{\displaystyle V\!\,} – zaprto območje, ki ga omejuje enostavna zaprta usmerjena ploskev {\displaystyle \partial V\!\,},
{\displaystyle \mathbf {\vec {g}} \!\,} – zvezno odvedljivo vektorsko polje, definirano o okolici {\displaystyle V\!\,},
{\displaystyle \operatorname {d} \!V\!\,} – infinitezimalni del prostornine {\displaystyle V\!\,} (glej prostorninski integral).
Če velja tudi:
{\displaystyle m=\int _{V}\rho \ \operatorname {d} \!V\!\,,}
se lahko uporabi izrek o divergenci na integralsko obliko Gaussovega gravitacijskega zakona, kar da:
{\displaystyle \int _{V}\nabla \cdot \mathbf {\vec {g}} \operatorname {d} \!V=-4\pi \kappa \int _{V}\rho \operatorname {d} \!V\!\,,}
in še naprej:
{\displaystyle \int _{V}(\nabla \cdot \mathbf {\vec {g}} )\operatorname {d} \!V=\int _{V}(-4\pi \kappa \rho )\operatorname {d} \!V\!\,.}
To mora veljati hkrati za vsako možno prostornino {\displaystyle V\!\,}; kar pa velja, če sta integranda enaka. Tako se pride do:
{\displaystyle \nabla \cdot \mathbf {\vec {g}} =-4\pi \kappa \rho \!\,,}
kar je diferencialna oblika Gaussovega gravitacijskega zakona. Tudi integralsko obliko se lahko z obratno metodo dobi iz diferencailne oblike.
Čeprav sta obe obliki enakovredni, je ena ali druga v določenih računih primernejša od druge.

## Povezava s splošnim gravitacijskim zakonom

### Izpeljava Gaussovega gravitacijskega zakona iz splošnega
Gaussov gravitacijski zakon se lahko izpelje iz splošnega gravitacijskega zakona, po katerem je gravitacijsko polje točkastega telesa:
{\displaystyle \mathbf {\vec {g}} (\mathbf {\vec {r}} )=-\kappa m{\frac {\mathbf {{\hat {e}}_{r}} }{r^{2}}}\!\,,}
kjer je:
{\displaystyle \mathbf {\hat {e}} _{r}\!\,} – radialni enotski vektor,
{\displaystyle r\!\,} – polmer, {\displaystyle |\mathbf {\vec {r}} |\!\,},
{\displaystyle m\!\,} – masa točkastega telesa.

#### Posebni pimer: krogelna ploskev s središčem v točkastem telesu
Naj ima krogelna ploskev polmer {\displaystyle r\!\,} s središčem v točkastem telesu z maso {\displaystyle m\!\,}. Skupni pretok gravitacijskega polja {\displaystyle \mathbf {\vec {g}} \!\,} skozi zaprto ploskev {\displaystyle \partial V\!\,} je po splošnem gravitacijskem zakonu dan z:
{\displaystyle \oint _{\partial V}\mathbf {\vec {g}} \cdot \operatorname {d} \!\mathbf {\vec {A}} =\oint _{\partial V}-{\frac {\kappa m}{r^{2}}}\ \mathbf {{\hat {e}}_{r}} \cdot \operatorname {d} \!\mathbf {\vec {A}} \!\,.}
Velikost infinitezimalnega dela površine {\displaystyle \operatorname {d} \!\mathbf {\vec {A}} \!\,} je enaka površini infinitezimalnega prostorskega kota {\displaystyle \operatorname {d} \!\Omega \!\,} dana z:
{\displaystyle \operatorname {d} \!\mathbf {\vec {A}} =r^{2}\mathbf {{\hat {e}}_{r}} \operatorname {d} \!\Omega \!\,,}
kar da:
{\displaystyle \oint _{\partial V}\mathbf {\vec {g}} \cdot \operatorname {d} \!\mathbf {\vec {A}} =-\kappa m\oint _{\partial V}{\frac {1}{r^{2}}}\ \mathbf {{\hat {e}}_{r}} \cdot r^{2}\mathbf {{\hat {e}}_{r}} \operatorname {d} \!\Omega \!\,.}
Ker je skalarni produkt enotskega vektorja s samim seboj {\displaystyle \mathbf {{\hat {e}}_{r}} \cdot \mathbf {{\hat {e}}_{r}} =1\!\,}, in, ker je integral enote skozi zaprto ploskev glede na prostorski kot površina ploskve enotske krogle {\displaystyle 4\pi \!\,}, velja:
{\displaystyle \oint _{\partial V}\mathbf {\vec {g}} \cdot \operatorname {d} \mathbf {\vec {A}} =-4\pi \kappa m\!\,,}
kar je integralska oblika Gaussovega graviacijskega zakona za ta posebni primer.

#### Splošni primer: Silnice (vizualni dokaz)
V splošnem primeru se lahko pomaga s silnicami. Gravitacijsko polje se lahko predstavlja prek silnic, množico daljic ali krivulj, ki sledijo smeri gravitacijskega polja. Jakost polja mora biti sorazmerna z gostoto silnic. Lahko se pokaže še več, da je pretok polja skozi ploskev sorazmeren z mrežnim številom silnic, ki potekajo skozi ploskev. Izraz »mreža« se nanaša tako na število silnic, ki gredo navzven, kot tudi navznoter.
Po splošnem gravitacijskem zakonu se bodo silnice širile neposredno, radialno navznoter proti središču točkastega telesa v vsaki smeri. Posebni primer zgoraj pokaže, da če se zamisli niz koncentričnih krogel s središči v središču točkastega telesa, bo skozi vsako od njih potekalo enako število silnic. Silnice se začnejo v neskončnosti in enakomerno iz vseh smeri potekajo navznoter proti središču točkastega telesa, kjer se zaključijo.
Za poljubno sklenjeno ploskev (ne nujno krogelno), ki objema točkasto telo, se bo vsaka silnica začela v neskončnosti zunaj ploskve, potekala skozi ploskev v neki točki in se končala v središču točkastega telesa znotraj ploskve. Pretok skozi ploskev je zato konstanta {\displaystyle -4\pi \kappa m\!\,}, ne glede na to kakšna je oblika ploskve, vse dokler je točkasto telo znotraj.
Podobno bo za vsako končno sklenjeno ploskev, ki ne objema točasto telo v celoti, nekaj silnic potekalo v in nato nazaj ven iz ploskve, nekatere silnici pa se ploskve sploh ne bodo dotaknile. Kakorkoli je mrežni pretok skozi ploskev enak 0.
V vsakem primeru je to v soglasju z Gaussovim zakonom. Za celotni dokaz je treba obravnavati primer, v katerem obstaja več točastih teles, ali celo neskončno mnogo mas, ki so zvezno porazdeljene. To se lahko naredi na najpreprostejši način tako da se privzame da za splošni in Gaussov gravitacijski zakon velja načelo superpozicije, in, če je Gaussov zakon posledica splošnega gravitacijskega zakona za eno maso, je tudi posledica splošnega gravitacijskega zakona za poljubno število mas. Lahko se reče tudi, da je mrežno število silnic, ki vstopajo v ploskev, enako številu silnic, ki se končujejo na masi zunaj ploskve, kar je sorazmerno s celotno maso zunaj ploskve.

#### Splošni primer: Matematični dokaz
Diferencialno obliko Gaussovega gravitacijskega zakona se lahko izpelje tudi iz splošnega gravitacijskega zakona. Po splošnem gravitacijskem zakonu se dobi skupno polje v {\displaystyle \mathbf {\vec {r}} \!\,} z integriranjem zaradi mase v vsaki točki prostora glede na koordinatni sistem {\displaystyle \mathbf {\vec {s}} \!\,}:
{\displaystyle \mathbf {\vec {g}} (\mathbf {\vec {r}} )=-\kappa \int _{V}{\frac {\rho (\mathbf {\vec {s}} )(\mathbf {\vec {r}} -\mathbf {\vec {s}} )}{|\mathbf {\vec {r}} -\mathbf {\vec {s}} |^{3}}}\operatorname {d} \!V(\mathbf {\vec {s}} )\!\,.}
Če se na obeh straneh enačbe izvede divergenco glede na {\displaystyle \mathbf {\vec {r}} \!\,} in s pomočjo znanega izreka
{\displaystyle \nabla \cdot \left({\frac {\mathbf {\vec {s}} }{|\mathbf {\vec {s}} |^{3}}}\right)=4\pi \delta (\mathbf {\vec {s}} )\!\,,}
kjer je {\displaystyle \delta (\mathbf {\vec {s}} )\!\,} Diracova porazdelitvena funkcija, se dobi:
{\displaystyle \nabla \cdot \mathbf {\vec {g}} (\mathbf {\vec {r}} )=-4\pi \kappa \int _{V}\rho (\mathbf {\vec {s}} )\ \delta (\mathbf {\vec {r}} -\mathbf {\vec {s}} )\operatorname {d} \!V(\mathbf {\vec {s}} )\!\,}
»Rešetalna značilnost« Diracove porazdelitvene funkcije da:
{\displaystyle \nabla \cdot \mathbf {\vec {g}} =-4\pi \kappa \rho \!\,,}
kar je zahtevana diferencialna oblika Gaussovega gravitacijskega zakona.

### Izpeljava splošnega iz Gaussovega gravitacijskega zakona
Tudi splošni gravitacijski zakon se lahko preporosto izpelje iz Gaussovega. Začne se z integralsko obliko Gaussovega gravitacijskega zakona:
{\displaystyle \oint _{\partial V}\mathbf {\vec {g}} \cdot \operatorname {d} \!\mathbf {\vec {A}} =-4\pi \kappa m\!\,.}
Uporabi se ga za slučaj, ko je prostornina {\displaystyle V\!\,} krogle s polmerom {\displaystyle r\!\,} v središču točkastega telesa z maso {\displaystyle m\!\,}. Upravičeno se lahko pričakuje, da bo gravitacijsko polje iz točkastega telesa krogelno simetrično, kar se tudi privzame. Po tej predpostavki ima {\displaystyle \mathbf {\vec {g}} \!\,} obliko:
{\displaystyle \mathbf {\vec {g}} (\mathbf {\vec {r}} )=g(r)\mathbf {{\hat {e}}_{r}} \!\,,}
kar pomeni, da je smer {\displaystyle \mathbf {\vec {g}} \!\,} vzporedna s smerjo {\displaystyle \mathbf {\vec {r}} \!\,}, in jakost {\displaystyle \mathbf {\vec {g}} \!\,} je odvisna le od velikosti, ne pa od smeri {\displaystyle \mathbf {\vec {r}} \!\,}. Če se to vstavi in upošteva, da je {\displaystyle \partial V\!\,} krogelna ploskev s konstantnim {\displaystyle r\!\,} in površino {\displaystyle 4\pi r^{2}\!\,}:
{\displaystyle g(r)\oint _{\partial V}\mathbf {{\hat {e}}_{r}} \cdot \operatorname {d} \!\mathbf {\vec {A}} =-4\pi \kappa m\!\,,}
{\displaystyle g(r)(4\pi r^{2})=-4\pi \kappa m\!\,,}
{\displaystyle g(r)=-\kappa m/r^{2}\!\,,}
{\displaystyle \mathbf {\vec {g}} (\mathbf {\vec {r}} )=-\kappa m{\frac {\mathbf {{\hat {e}}_{r}} }{r^{2}}}\!\,,}
kar je splošni gravitacijski zakon.

## Povezava z gravitacijskim potencialom in Poissonovo enačbo
Ker je rotor gravitacijskega polja enak 0, oziroma enakovredno, ker je gravitacija konservativna sila, se jo lahko zapiše kot gradient skalarnega potenciala, ki se imenuje gravitacijski potencial:
{\displaystyle \mathbf {\vec {g}} =-\nabla \phi \!\,.}
Potem diferencialna oblika Gaussovega gravitacijskega polja postane Poissonova enačba:
{\displaystyle {\nabla }^{2}\phi =4\pi \kappa \rho \!\,.}
To zagotavlja drugi način računanja gravitacijskega potenciala in gravitacijskega polja. Čeprav je računanje {\displaystyle \mathbf {\vec {g}} \!\,} prek Poissonove enačbe matematično enakovredno z računanjem {\displaystyle \mathbf {\vec {g}} \!\,} neposredno iz Gaussovega gravitacijskega zakona, je v določenih primerih en način boljši od drugega.
V radialno simetričnih sistemih je gravitacijski potencial funkcija le ene spremenljivke, namreč {\displaystyle r=|\mathbf {\vec {r}} |\!\,}, in Poissonova enačba postane (glej operator nabla v različnih koordinatnih sistemih):
{\displaystyle {\frac {1}{r^{2}}}{\frac {\partial }{\partial r}}\left(r^{2}\,{\frac {\partial \phi }{\partial r}}\right)=4\pi \kappa \rho (r)\!\,,}
gravitacijsko polje pa je:
{\displaystyle \mathbf {\vec {g}} (\mathbf {\vec {r}} )=-\mathbf {{\hat {e}}_{r}} {\frac {\partial \phi }{\partial r}}\!\,.}

## Uporabe
Z Guassovim gravitacijskim zakonom se lahko v nekaterih primerih preprosto izračuna gravitacijsko polje, in kadar je računanje s splošnim gravitacijskim zakonom težje, ne pa tudi nujno nemogoče. V članku o Gaussovi ploskvi je več podrobnosti

### Bouguerova plošča
S pomočjo pojma Gaussove ploskve se lahko zaključi, da je za neskončno, ravno ploščo (Bouguerovo ploščo) poljubne končne debeline gravitacijsko polje zunaj plošče pravokotno na ploščo proti njej z jakostjo {\displaystyle 2\pi \kappa \!\,} krat masa na enoto površine, in je neodvisno od razdalje do plošče (glej tudi gravitacijske anomalije).
V splošnejšem primeru za masno porazdelitev z gostoto, ki je odvisna le od kartezične koordinate {\displaystyle z\!\,}, je gravitacija za poljubni {\displaystyle z\!\,} {\displaystyle 2\pi \kappa \!\,} krat razlika v masi na enoto površine na obeh straneh te vrednosti {\displaystyle z\!\,}.
V posebnem primeru kombinacija dveh enakih vzporednih neskončnih plošč znotraj ne da nobene gravitacije.

### Valjno simetrična masna porazdelitev
V primeru neskončne valjno simetrične masne porazdelitve se lahko s pomočjo valjne Gaussove ploskve zaključi, da je jakost gravitacijskega polja na razdalji {\displaystyle r\!\,} od središča usmerjena navznoter in ima jakost {\displaystyle 2\kappa /r\!\,} krat skupna masa na enoto dolžine pri manjši razdalji od osi, ne glede na mase na večjih razdaljah.
Znotraj neskončnega votlega valja je na primer gavitacijsko polje enako 0.

### Krogelno simetrična masna porazdelitev
V primeru krogelno simetrične masne porazdelitve se lahko s pomočjo grogelne Gaussove ploskve zaključi, da je jakost gravitacijskega polja na razdalji {\displaystyle r\!\,} od središča usmerjena nvznoter in ima jakost {\displaystyle \kappa /r^{2}\!\,} krat le celotna masa znotraj območja, manjšega od {\displaystyle r\!\,}. Vso maso, ki je dlje kot {\displaystyle r\!\,} od središča, se lahko zanemari.
Znotraj votle krogle je na primer gravitacijsko polje enako 0. Gravitacijsko polje znotraj je enako, kot če votla krogla ne bi obstajala, rezultirajoče polje je odvisno le od mas znotraj ali zunaj krogle.
Čeprav to sledi iz ene ali dveh vrstic algebre iz Gaussovega gravitacijskega zakona, je moral Newton porabiti več strani okornega računa, da je lahko to izpeljal neposredno iz svojega gravitacijskega zakona.